# Ángel Piqueras
Ángel Piqueras (Ayora, 1º dicembre 2006) è un pilota motociclistico spagnolo, vincitore della MotoGP Rookies Cup nel 2023.

## Carriera

### Gli inizi
Piqueras inizia a gareggiare nel 2013 facendo tutta la trafila dei campionati minori, regionali e nazionali, in Spagna fino alla conquista del titolo Moto4 ESBK nel 2019. Nel biennio 2020-21 prende parte alla European Talent Cup (trofeo monomarca Yamaha YZF-R3 disputato in concomitanza con le gare del mondiale Superbike). Nel 2022 passa alla Red Bull Rookies Cup dove il mezzo impiegato è il prototipo KTM RC 250 GP, classificandosi quarto. Nel 2023 vince il trofeo con ampio margine sulla concorrenza, e la classe Junior GP del Campeonato de España de Velocidad. 

### Moto3
Nel 2024 fa il suo esordio nel Motomondiale venendo ingaggiato dal team Leopard Racing in Moto3, con il connazionale Adrián Fernández come compagno di squadra. Alla prima gara, in Qatar, termina in dodicesima posizione conquistando i primi punti in carriera. Dopo un ritiro in Portogallo, conquista il primo podio nel successivo Gran Premio delle Americhe, chiudendo la gara in terza posizione. La sua stagione prosegue con quattro arrivi a punti consecutivi ed il 29 giugno seguente, ad Assen, conquista la sua prima Pole Position, terminando poi ottavo il Gran Premio. L'otto settembre successivo, dopo essere partito dalla quarta casella in griglia, pur dovendo scontare due long lap penalty, a soli 17 anni vince il Gran Premio di Misano: prima vittoria in carriera e la prima stagionale per Honda. Due settimane dopo, sempre al Misano World Circuit Marco Simoncelli in occasione del Gran Premio dell'Emilia-Romagna sale nuovamente sul podio, questa volta in seconda posizione chiudendo dietro a David Alonso. Ritrova il podio in occasione dell'ultima gara al Gran Premio della Solidarietà, chiudendolo in terza posizione. Termina il suo primo anno nel motomondiale, con 153 punti, all'ottavo posto in classifica oltre alla vittoria del premio come miglior Rookie of the Year.

## Risultati nel motomondiale
| 2024 | Classe | Moto  |    |     |   |    |    |    |    |   |   |     |   |     |   |   |   |     |    |     |     |   |  |  | Punti | Pos. |
| ---- | ------ | ----- | -- | --- | - | -- | -- | -- | -- | - | - | --- | - | --- | - | - | - | --- | -- | --- | --- | - |  |  | ----- | ---- |
| 2024 | Moto3  | Honda | 12 | Rit | 3 | 10 | 10 | 12 | 11 | 8 | 5 | Rit | 4 | Rit | 1 | 2 | 4 | Rit | 10 | Rit | Rit | 3 |  |  | 153   | 8º   |

| 2025 | Classe | Moto |    |   |   |   |   |     |     |   |   |   |   |   |   |  |  |  |  |  |  |  |  |  | Punti | Pos. |
| ---- | ------ | ---- | -- | - | - | - | - | --- | --- | - | - | - | - | - | - |  |  |  |  |  |  |  |  |  | ----- | ---- |
| 2025 | Moto3  | KTM  | 12 | 1 | 4 | 1 | 2 | Rit | Rit | 6 | 7 | 5 | 4 | 4 | 1 |  |  |  |  |  |  |  |  |  | 168   |      |

| Legenda | 1º posto        | 2º posto            | 3º posto            | A punti      | Senza punti        | Grassetto – Pole position Corsivo – Giro più veloce |
| Legenda | Gara non valida | Non qual./Non part. | Ritirato/Non class. | Squalificato | '-' Dato non disp. | Grassetto – Pole position Corsivo – Giro più veloce |